# Garibius georgiae
Garibius georgiae är en mångfotingart som beskrevs av Chamberlin 1913. Garibius georgiae ingår i släktet Garibius och familjen stenkrypare. Inga underarter finns listade i Catalogue of Life.